# Vanessa Pulgarín
Vanessa Pulgarín Monsalve (13 de septiembre de 1991, Medellín, Antioquia) es una modelo, reina de belleza y estudiante de Comunicación social colombiana. Fue la representante de Colombia en Miss Internacional 2017, celebrado en Japón.

## Reseña biográfica
Vanessa Pulgarín nació en la ciudad de Medellín, departamento de Antioquia, el 13 de septiembre de 1991. Hija de Carlos Pulgarín y Dalila Monsalve Jiménez Actualmente, estudia Comunicación social y Periodismo en la Universidad Pontificia Bolivariana de Medellín.

## Carrera
Vanessa Pulgarín se radicó por varios años en Nueva Gales del Sur, Australia, donde participó en varias pasarelas y photoshoots. Pulgarín representó al departamento de Antioquia en el Concurso Nacional de Belleza de Colombia 2017, luego de ganar el concurso de belleza departamental. En la competencia, obtuvo la banda de Mejor figura, y finalmente se ubicó como Primera finalista —Virreina nacional— de Laura Barjum, de Cartagena, eventual ganadora.
Como obligaciones de su título está acompañar a la reina junto con las demás finalistas, a los distintos eventos a los que asistan; y representar a Colombia en el certamen de belleza Miss Internacional. El 14 de noviembre de 2017, participó en el Miss Internacional 2017, en Tokio, Japón. En la noche final no logró clasificar al cuadro semifinal, siendo Kevin Lilliana, de Indonesia, la ganadora del título.